# Ліхтенау (Баден-Вюртемберг)
Ліхтенау (нім. Lichtenau) — місто в Німеччині, знаходиться в землі Баден-Вюртемберг. Підпорядковується адміністративному округу Карлсруе. Входить до складу району Раштат.
Площа — 27,62 км2. Населення становить 5037 ос. (станом на 31 грудня 2020).